# Марк Волберг
Марк Роберт Майкл Волберг (англ. Mark Robert Michael Wahlberg; нар. 5 червня 1971, Дорчестер, Массачусетс, США) — американський актор, номінант премії «Оскар», продюсер, модель, філантроп, музикант. На початку 1990-х відомий виконавець у стилі євро-денс та хіп-хоп, виступав під сценічним псевдонімом Marky Mark. 
Світової слави досяг як актор. У середині 1990-х зіграв у низці малопримітних картин. Проривом у кар'єрі стала головна роль у драмі «Ночі в стилі бугі», щедро відзначеній критиками у всьому світі. Наступні роботи в успішних блокбастерах «Ідеальний шторм», «Планета мавп», «Пограбування по-італійськи», «Відступники», «Макс Пейн», а також номінація на премію «Оскар» закріпили за ним статус зірки, а неординарний вибір ролей у різних амплуа створив репутацію одного з найбільш універсальних голлівудських акторів. З другої половини 2000-х успішно займається кінопродюсерською діяльністю. Серед його робіт — телевізійні хіти «Антураж» та «Підпільна імперія».
За підсумками 2019 року перебуває на 4-му місці рейтингу Forbes серед найбільш високооплачуваних акторів; його заробіток склав $58 млн (33-е місце в загальному рейтингу знаменитостей).

## Біографія

### Дитинство і юність
Народився в найбільшому передмісті Бостона Дорчестері в Массачусетсі. Наймолодший із дев'яти дітей у сім'ї. Його брати й сестри (від старшого до молодшого): Артур, Джим, Деббі, Мішель, Пол, Трейсі, Роберт і Донні. Мати, Елма Ілейн (Alma Elaine), у різний час працювала банківським клерком і медсестрою. Його батько, Дональд Едвард Волберг (Donald Edward Wahlberg), був водієм вантажівки. Батьки розлучилися в 1982 році. Волберг має шведські, ірландські та франко-канадські корені.
Марк дістав католицьке виховання і відвідував Copley Square High School в Бостоні. Однак кинув навчання, й атестат зрілості здобув набагато пізніше.

#### Проблеми із законом
У підлітковому віці був замішаний у декількох актах насильства і вандалізму. За словами Марка, в юності у нього було приблизно 20-25 приводів у поліцію. У віці тринадцяти років мав серйозні проблеми з кокаїном та іншими наркотиками. У п'ятнадцять років одного разу знущався з групи темношкірих школярів на екскурсії — кидав у них каміння (деякі дістали травми) і давав образливі прізвиська та закликав «убивати ніггерів». Цей випадок Волбергу нагадали в червні 2020 року, коли актор виступив проти расизму на тлі акцій #BlackLivesMatter після вбивства поліціантами 25 травня афроамериканця Джорджа Флойда. Деяких користувачів мережі обурило те, що актор не приніс свої вибачення за злочини молодості на ґрунті расової нетерпимості.
Ориґінал допису в твітері:
«The murder of George Floyd is heartbreaking. We must all work together to fix this problem. I'm praying for all of us. God bless.»
У шістнадцять, перебуваючи під дією фенілциклідину пограбував аптеку, потім послідовно напав на двох дорослих в'єтнамців. Першого нокаутував ударом колоди по голові, другого вдарив в око. Згодом той осліп на це око. Марк стверджує, що інциденту не пам'ятає, оскільки «відключився» ще до того, як був схоплений поліцією. Волберга звинуватили у спробі вбивства і засудили до двох років тюремного ув'язнення. Хоча йому було всього 16, відбувати покарання Марк віддав перевагу в «дорослій» виправній колонії району Дір Айленд (Deer Island House of Correction), м. Бостон, розраховуючи вийти достроково, що в колонії для неповнолітніх у США не допускається. Через 45 днів ув'язнення він вийшов на свободу. У 21 рік Волберг напав на сусіда, без видимих на те причин, і зламав йому щелепу. У 22 будучи популярним хіп-хоп-виконавцем, на голлівудській вечірці закатав скандал із Мадонною (за свідченнями деяких очевидців, спровокований її зауваженнями у грубій формі, що він тут зайвий), що завершився бійкою на задньому дворі будинку й розбитим носом агента Мадонни — Гая Осер, що завзято вирішив відстояти її честь.

### Музична кар'єра
Спочатку Марк дістав популярність, як молодший брат Донні Волберга, учасника культової поп-групи початку 1990-х «New Kids on the Block». У тринадцятирічному віці Марк, поряд з Донні, Денні Вудом і Джонатаном Найтом сам входив до її складу. Однак, чужий «гарненько-приторному» іміджу групи, незабаром її покинув.
За допомогою брата Донні, Марк у складі хіп-хоп-групи «Marky Mark» записав альбом «Music for the People». Композиція «Good Vibrations» з цього альбому в 1991 році тиждень очолювала провідний американський хіт-парад Billboard Hot 100. Сам альбом став платиновим.
Роком пізніше побачив світ другий альбом «You Gotta Believe». Його успіх був скромніший.
Важке дитинство й заняття бодібілдінгом, до якого він долучився у в'язниці, зробили неоціненний внесок у блискучий старт його музичної кар'єри: невимушеність Марка на сцені межувала з провокацією, а виконання хіп-хопу він майже завжди супроводжував публічним стриптизом. Бігати по сцені в одній білизні зі спущеними до самих кісточок штанами зовсім стало його візитною карткою. Молодь, особливо її жіночу половину, це приводило в дике захоплення.
У 1992 році випустив автобіографію і в одному з інтерв'ю заявив, що присвячує її своєму пенісу.
Під ім'ям Marky Mark Волберг спільно з регі-виконавцем Prince Ital Joe записав два альбоми. У їхніх композиціях реп і регі поєднуються у стилі ритмічної музики.

### Модельний досвід
Волберг володіє вражаючими фізичними даними. Вперше він це продемонстрував у відеокліпі на композицію «Good Vibrations» і особливо в серії зображень реклами спідньої білизни Calvin Klein. По телебаченню і в глянсових журналах часто фігурувала реклама з ним на самоті або в компанії моделі Кейт Мосс. Волберг також зняв тренувальне відео «The Marky Mark Workout: Form … Focus … Fitness».

### Кінокар'єра
Кінокар'єра Волберга почалася в 1993 році з ролі з телефільму «Заміна» (The Substitute). Його дебютом на великому екрані стала роль у фільмі 1994 року «Людина епохи Відродження» з Денні Де Віто в головній ролі.
Вперше увагу критиків Марк звернув на себе у фільмі за автобіографічним оповіданням Джима Керролла «Щоденник баскетболіста» з Леонардо ДіКапріо в головній ролі. Далі зіграв першу головну роль в трилері Джеймса Фоулі «Страх», де його партнеркою була молода актриса Різ Візерспун.
Визнання критиків прийшло до Марка після фільму «Ночі в стилі бугі», що розповідає про закулісне життя порноіндустрії кінця 1970-х — початку 80-х років. Режисер Пол Томас Андерсон спочатку планував запросити на головну роль Леонардо ДіКапріо, однак у той час ДіКапріо був зайнятий на зніманні «Титаніка». Після перегляду «Щоденника баскетболіста» Андерсон запросив Марка. Фільм удостоївся трьох номінацій на «Оскар».
Багатими на позитивні відгуки виявилися наступні комерційно успішні «Три королі», «Ідеальний шторм», «Пограбування по-італійськи» і «Кров за кров». 2001 року зіграв головну роль у «Планеті мавп» Тіма Бертона, рімейку однойменного фільму 1968 року. Кінокритики поставилися до фільму прохолодно, проте у прокаті картина мала великий успіх і до цього дня залишається найкасовішим фільмом Марка.
Головні ролі в гучному фільмі Енга Лі «Горбата гора» за початковою ідеєю мали зіграти Марк і Хоакін Фенікс, знайомий режисеру спільною роботою у фільмі «Ярди». Однак через наявність відвертих сцен Марк від ролі відмовився, її виконав Джейк Джилленхол.
За роль сержанта Брайса Дігнема у фільмі Мартіна Скорсезе «Відступники» був номінований на «Оскар», як найкращий актор другого плану. На момент виходу картини Марк цю свою роботу оцінював вище всіх колишніх, а можливість знятися у Скорсезе назвав «шансом, який не можна втрачати». Цікаво, що спочатку роль була запропонована Рею Ліотта і Денісу Лірі.
Марк підтвердив, що дав попередню згоду на участь у сіквелі «Відступників», де сюжетна лінія розвиваватиметься навколо його персонажа.
У жовтні 2008 року в кінопрокат вийшла стрічка «Макс Пейн», що ґрунтується на однойменній відеогрі, з Марком у головній ролі. Наступного року знявся в одній із головних ролей у високобюджетній драмі Пітера Джексона «Милі кості», за літературним бестселером Еліс Сіболд. У Північній Америці картина мала обмежений успіх — бюджет картини вдалося перекрити лише світовими зборами. Кінокритики також сприйняли картину вороже, вважаючи за провину сильне спотворення сюжету літературного оригіналу. У цьому світлі оцінка акторських робіт переважно носила «співчутливий» характер, мовляв, зробили що змогли.
Головні акторські роботи Марка у 2010 — комедія «Копи на підхваті», спільно з Віллом Фереллом і драма «Боєць» з Крістіаном Бейлом.
У кількох інтерв'ю Марк заявив, що в сорок років завершить кінокар'єру і присвятить себе вихованню дітей та вдосконалення навичок гри в гольф. Надалі в інтерв'ю мексиканському ЗМІ дав зрозуміти, що почекає з цим рішенням, тому що — дослівно — «у мене четверо дітей, а це дороге задоволення».

### Продюсування
У 2004 зайнявся продюсуванням. Дебютним став проєкт документального серіалу Juvies (Малолітні злочинці) на замовлення MTV. Програма показує «кухню» системи правосуддя неповнолітніх на прикладі штату Індіана. У кожному епізоді ведуть історію двох малолітніх правопорушників, обвинувачених у не тяжких злочинах — курінні марихуани, розпиванні спиртного, дрібних крадіжках — від надходження до центру попереднього затримання до вердикту суду. Короткі сюжети показують, як склалася доля колишніх героїв із плином часу.
Було відзнято всього один сезон серіалу. Вперше його з успіхом показали на північноамериканському MTV у 2007 році, і неодноразово повторювали.
У 2007 виступив продюсером фільму «Володарі ночі», де також зіграв одну з ролей. Фільм брав участь у конкурсній програмі Каннського кінофестивалю.
Того ж року стартував новий телепроєкт, який здобув чималий успіх і у критиків, і у глядачів — серіал «Антураж» (на українському ТБ серіал було показано на телеканалі ТЕТ). В основу сюжетної лінії ліг власний досвід Марка побудови кар'єри в Голлівуді. Сім сезонів серіалу зібрали 25 номінацій на Еммі — головну телевізійну премію Сполучених штатів, і 14 номінацій на Золотий глобус. Особливо примітний факт: Барак Обама назвав його своїм улюбленим серіалом. 2011 року з виходом фінального восьмого сезону проєкт закрили.
Нова продюсерська робота Марка — серіал «Підпільна імперія» про наймогутнішу персону на східному узбережжі США часів Сухого закону і Великої депресії Еноха «Накі» Томпсона  — політика і алкогольного магната.

## Благодійність
У травні 2001 року заснував благодійний фонд Mark Wahlberg's Youth Foundation, орієнтований на фінансову й соціальну підтримку талановитої молоді з міських кварталів. Фонд акумулював і витратив понад мільйон доларів.

## Сім'я

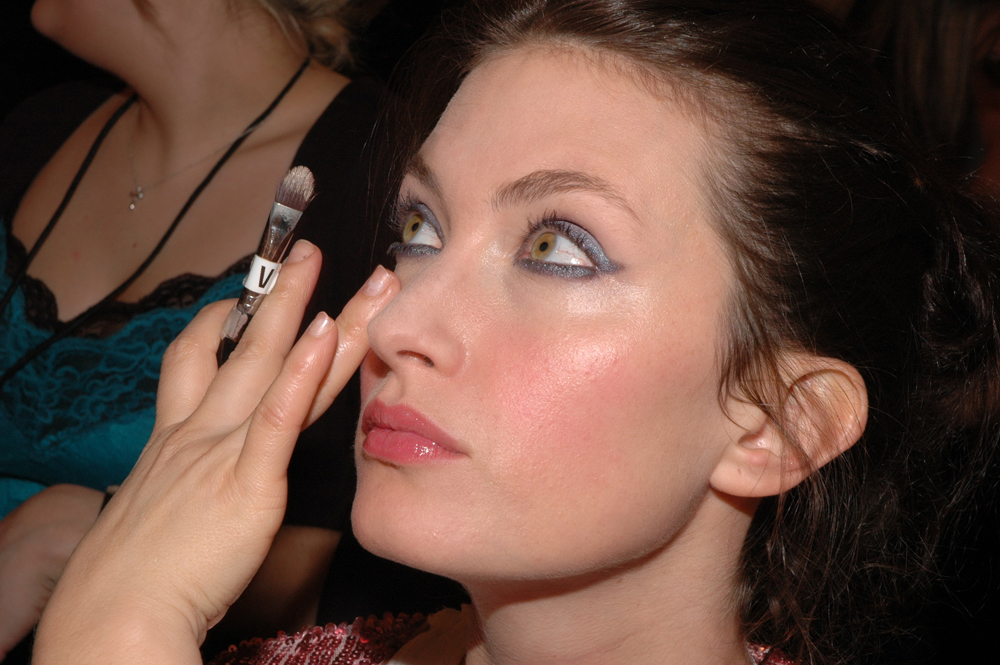
Дружина Марка, модель Ріа Дюрема

- Марк наймолодший із дев'яти дітей своєї матері. Однак спільний батько у нього лише з Донні й Робертом[19].
- Його батько, Дональд Волберг, ветеран армії США, який брав участь у Корейській війні, помер 14 лютого 2008 року.
- 1 серпня 2009 після восьми років стосунків Марк офіційно одружився з моделлю Ріа Дюрема, урочиста церемонія у традиціях католицтва пройшла в закритому колі в Беверлі-Гіллз. До того моменту в них було троє спільних дітей. Тепер дітей у них четверо — сини Майкл (*21 березня 2006), Брендан Джозеф (*6 вересня 2008) і доньки Елла Рей (*2 вересня 2003) і Грейс Маргарет (*11 січня 2010).

## Цікаві факти
- Марк Волберг міг стати жертвою терористичних ударів 11 вересня, якби в останній момент не вирішив заїхати на машині до друзів у Нью-Йорк. У Марка був вже придбаний квиток на рейс 11 American Airlines, який закінчив свій політ у північній вежі Всесвітнього торгового центру.
- Перебуває в далеких родинних стосунках з Мадонною, Геллі Беррі і Селін Діон.[19].
- У грудні 2001 року купив за $ 5 млн особняк в Беверлі Хіллз і перевіз туди свою матір.
- Спочатку передбачалося, що роль Лайнуса Кодуелл у фільмі «Одинадцять друзів Оушена» зіграє Марк. Але він пропозицію відхилив, і роль дісталася Метту Деймону.[19]
- Марк з 1998 по 2001 роки зустрічався з актрисою Джорданою Брюстер.
- На знімальному майданчику заводив романи з партнерками Різ Візерспун і Чайною Чоу.
- Марк Волберг — шульга, це можна помітити, наприклад, у фільмах Три королі, Відступники та ін.
- Затятий фанат баскетболу й команди Бостон Селтікс зокрема. Величезна емблема команди прикрашає настил баскетбольного майданчика у дворі його садиби в Беверлі Хіллз.[20].
- 29 липня 2010 року на Голлівудській алеї слави було закладено його зірку.
- У Марка на тілі було чотири татуювання: анімаційні персонажі Looney Tunes кіт Сильвестр з курчам Твіті в пащі на щиколотці, власні ініціали MW на правому плечі, голова Боба Марлі з підписом «one love» на лівому плечі, й імітація одягнутих на шию чоток із розп'яттям і написом «In God I Trust» під ним. Але вже у 2009 році він вивів усі татуювання.[21]
- Давно не будучи учасником New Kids on the Block, знявся у кліпі групи на пісню Step by step (на 3 хв. 42 сек. тримаючи в одній руці баскетбольний м'яч «б'є по руках» із братом Донні).[22]
- Wahlberg — шведське прізвище. Прадід Марка по лінії батька Аксель Густаф Вальберг (Axel Gustaf Wahlberg) іммігрував зі Швеції наприкінці XIX століття. Прабабуся (мати бабусі по лінії батька) — з Ірландії, батьки діда по материнській лінії — з Канади, як і батько бабусі. Решта пра-предки уродженці Массачусетса.[23]

## Фільмографія

### Актор
| Рік       |    | Українська назва             | Оригінальна назва               | Роль                             |
| --------- | -- | ---------------------------- | ------------------------------- | -------------------------------- |
| 1993      | тф | Заміна                       | The Substitute                  | Райан Вестерберг                 |
| 1994      | ф  | Людина епохи Відродження     | Renaissance Man                 | рядовий Томмі Лі Хейвуд          |
| 1995      | ф  | Щоденник баскетболіста       | The Basketball Diaries          | Міккі                            |
| 1996      | ф  | Страх                        | Fear                            | Девід Макколл                    |
| 1997      | ф  | Мандрівник                   | Traveller                       | Пет О'Хара                       |
| 1997      | ф  | Ночі в стилі бугі            | Boogie Nights                   | Дерк Дігглер / Едді Адамс        |
| 1998      | ф  | Велика справа                | The Big Hit                     | Мелвін Смайлі                    |
| 1999      | ф  | Корупціонер                  | The Corruptor                   | детектив Денні Воллес            |
| 1999      | ф  | Три королі                   | Three Kings                     | Трой Барлоу                      |
| 2000      | ф  | Ярди                         | The Yards                       | Лео Хендлер                      |
| 2000      | ф  | Ідеальний шторм              | The Perfect Storm               | Боббі Шетфорд                    |
| 2001      | ф  | Планета мавп                 | Planet of the Apes              | капітан Лео Девідсон             |
| 2001      | ф  | Рок-зірка                    | Rock Star                       | Іззі / Кріс Коул                 |
| 2002      | ф  | Правда про Чарлі             | The Truth About Charlie         | Джошуа Пітерс                    |
| 2003      | ф  | Пограбування по-італійськи   | The Italian Job                 | Чарлі Крокер                     |
| 2004—2010 | с  | Антураж                      | Entourage                       | у ролі самого себе (4 епізоди)   |
| 2004      | ф  | Змова                        | I Heart Huckabees               | Томмі Корн                       |
| 2005      | ф  | Кров за кров                 | Four Brothers                   | Боббі Мерсер                     |
| 2006      | ф  | Непереможний                 | Invincible                      | Вінс Папалі                      |
| 2006      | ф  | Відступники                  | The Departed                    | сержант Шон Дігнам               |
| 2007      | ф  | Стрілець                     | Shooter                         | Боб Лі Свеґґер                   |
| 2007      | ф  | Володарі ночі                | We Own the Night                | Джозеф «Джо» Ґрусінскі           |
| 2008      | ф  | Явище                        | The Happening                   | Елліот Мур                       |
| 2008      | ф  | Макс Пейн                    | Max Payne                       | Макс Пейн                        |
| 2009      | ф  | Милі кості                   | The Lovely Bones                | Джек Селмон                      |
| 2010      | ф  | Божевільне побачення         | Date Night                      | Голбрук Грант                    |
| 2010      | ф  | Копи на підхваті             | The Other Guys                  | детектив Террі Гойц              |
| 2010      | ф  | Боєць                        | The Fighter                     | Міккі Ворд                       |
| 2012      | ф  | Контрабанда                  | Contraband                      | Кріс Фаррадей                    |
| 2012      | ф  | Третій зайвий                | Ted                             | Джон Беннет                      |
| 2013      | ф  | Гниле місто                  | Broken City                     | Біллі Таґґарт                    |
| 2013      | ф  | Кров'ю і потом: Анаболіки    | Pain & Gain                     | Даніель Луґо                     |
| 2013      | ф  | Два стволи                   | 2 Guns                          | Майкл «Стіґ» Стіґман             |
| 2013      | ф  | Вцілілий                     | Lone Survivor                   | Маркус Латтрелл                  |
| 2014      | ф  | Трансформери: Час вимирання  | Transformers: Age of Extinction | Кейд Ігер                        |
| 2014      | ф  | Гравець                      | The Gambler                     | Джим Беннет                      |
| 2014—2019 | с  |                              | Wahlburgers                     | у ролі самого себе (36 епізодів) |
| 2015      | ф  | Мохаве                       | Mojave                          | Норман                           |
| 2015      | ф  | Антураж                      | Entourage                       | камео                            |
| 2015      | ф  | Третій зайвий 2              | Ted 2                           | Джон Беннет                      |
| 2015      | ф  | Хто в домі тато              | Daddy’s Home                    | Дасті Майрон                     |
| 2016      | ф  | Глибоководний горизонт       | Deepwater Horizon               | Майк Вільямс                     |
| 2016      | ф  | День Патріота                | Patriots Day                    | сержант Томмі Сондерс            |
| 2017      | ф  | Трансформери: Останній лицар | Transformers: The Last Knight   | Кейд Ігер                        |
| 2017      | ф  | Хто в домі тато 2            | Daddy’s Home 2                  | Дасті Майрон                     |
| 2017      | ф  | Усі гроші світу              | All the Money in the World      | Флетчер Чейс                     |
| 2018      | ф  | 22 милі                      | Mile 22                         | Джеймс Сілва                     |
| 2018      | ф  | Родина за хвилину            | Instant Family                  | Піт                              |
| 2020      | ф  |                              | Spenser Confidential            | Спенсер                          |
| 2020      | мф | Скубі-Ду                     | Scoob!                          | Блакитний Сокіл (озвучення)      |
| 2020      | ф  |                              | Joe Bell                        | Джо Белл                         |
| 2021      | ф  | Нескінченність               | Infinite                        | Еван Мічелс                      |
| 2022      | ф  | Uncharted                    | Uncharted                       | Віктор Салліван                  |
| 2022      | ф  | Стю                          | Father Stu                      | Стюарт Лонг                      |
| 2022      | ф  |                              | Me Time                         | Хак                              |
| 2023      | ф  | Сімейний план                | The Family Plan                 | Ден Морган                       |
| 2024      | ф  | Король Артур                 | Arthur the King                 | Майкл Лайт                       |
| 2024      | ф  | Спілка                       | The Union                       | Майк МакКенна                    |
| 2025      | ф  | Небезпечний рейс             | Flight Risk                     | Деріл Бут                        |

### Продюсер
| Рік       |     | Українська назва            | Оригінальна назва             | Роль                              |
| --------- | --- | --------------------------- | ----------------------------- | --------------------------------- |
|           | ф   | (анонсовано)                | The Roman                     | продюсер                          |
|           | ф   | (анонсовано)                | Untitled Basketball Project   | продюсер                          |
|           | ф   | (виробництво)               | Wonderland                    | продюсер                          |
| 2022      | ф   | Стю                         | Father Stu                    | продюсер                          |
| 2018      | ф   | Родина за хвилину           | Instant Family                | продюсер                          |
| 2015—2018 | с   | Гравці                      | Ballers                       | виконавчий продюсер, 14 епізодів  |
| 2018      | ф   | 22 милі                     | Mile 22                       | продюсер                          |
| 2016—2018 | с   | Стрілець                    | Shooter                       | виконавчий продюсер, 9 епізодів   |
| 2017      | ф   | Хто в домі тато 2           | Daddy's Home 2                | виконавчий продюсер               |
| 2016      | ф   | День Патріота               | Patriots Day                  | продюсер                          |
| 2016      | ф   | Глибоководний горизонт      | Deepwater Horizon             | продюсер                          |
| 2015      | ф   | Викрадення автомобілів      | Stealing Cars                 | виконавчий продюсер               |
| 2015      | ф   | Антураж                     | Entourage                     | продюсер                          |
| 2014      | ф   | Гравець                     | The Gambler                   | продюсер                          |
| 2010—2014 | с   | Підпільна імперія           | Boardwalk Empire              | виконавчий продюсер, 56 епізодів  |
| 2014      | с   | Волбургери                  | Wahlburgers                   | виконавчий продюсер, 1 епізод     |
| 2013      | тф  | Тімстери                    | Teamsters                     | виконавчий продюсер               |
| 2013      | тф  | Місіонер                    | The Missionary                | виконавчий продюсер               |
| 2013      | ф   | Врятований                  | Lone Survivor                 | продюсер                          |
| 2013      | ф   | Полонянки                   | Prisoners                     | виконавчий продюсер               |
| 2013      | ф   | Гниле місто                 | Broken City                   | продюсер                          |
| 2012      | ф   | Контрабанда                 | Contraband                    | продюсер                          |
| 2011      | тф  | Домашня гра                 | Home Game                     | виконавчий продюсер               |
| 2010—2011 | с   | Як досягти успіху в Америці | How to Make It in America     | виконавчий продюсер, 16 епізодів  |
| 2004—2011 | с   | Антураж                     | Entourage                     | виконавчий продюсер, 83 епізоди   |
| 2010      | тф  | Проєкт Бена Шверіна         | Untitled Ben Schwerin Project | виконавчий продюсер               |
| 2008—2010 | с   | Пацієнти                    | In Treatment                  | виконавчий продюсер, 106 епізодів |
| 2010      | ф   | Боєць                       | The Fighter                   | продюсер                          |
| 2007      | ф   | Володарі ночі               | We Own the Night              | продюсер                          |
| 2004      | док | Малолітні злочинці          | Juvies                        | виконавчий продюсер               |